# ژورویا
ژورویا (به پرتغالی: Juruaia) یک منطقهٔ مسکونی در برزیل است که در میناز ژرایس واقع شده‌است. ژورویا ۱۰٬۶۸۱ نفر جمعیت دارد.